# Potentilla discipulorum
Potentilla discipulorum är en rosväxtart som beskrevs av John Jefferson Davis. Potentilla discipulorum ingår i Fingerörtssläktet som ingår i familjen rosväxter. Inga underarter finns listade i Catalogue of Life.